# Пигари (Саратовская область)
Пигари — село в Озинском районе Саратовской области, административный центр сельского поселения Пигарёвское муниципальное образование. Первоначально известно как хутор Пигарев
Село расположено на правом берегу реки Большая Чалыкла, примерно в 24 км по прямой севернее районного центра посёлка Озинки (29 км по автодорогам).
Население - 579 (2010)

## История
Хутор Пигарев при реке Чалыкле упоминается в Списке населённых мест Российской империи по сведениям за 1859 год. Хутор относился к Новоузенскому уезду Самарской губернии. После крестьянской реформы хутор отнесён к Натальинской волости. В 1889 году на хуторе Пигари проживало уже 329 жителей. 
Согласно Списку населённых мест Самарской губернии 1910 года на хуторе проживало 170 мужчин и 176 женщин, имелись 3 ветряные мельницы.
В 1919 году в составе Новоузенского уезда хутор включён в состав Саратовской губернии.
В 1922 году открыта школа

## Население
Динамика численности населения по годам:
| Годы      | 1859 | 1889 | 1910 | 2002 |
| --------- | ---- | ---- | ---- | ---- |
| Население | 57   | 329  | 346  | 769  |

| 2002 | 2010 |
| ---- | ---- |
| 766  | ↘579 |